# Sicya truncataria
Sicya truncataria är en fjärilsart som beskrevs av Achille Guenée 1858. Sicya truncataria ingår i släktet Sicya och familjen mätare. Inga underarter finns listade i Catalogue of Life.